# Читаковци
Читàковци е село в Северна България, община Габрово, област Габрово.

## География
Село Читаковци се намира на около 7 km север-северозападно от центъра на град Габрово, по третокласния републикански път III-4403, излизащ от Габрово на северозапад през селата Рязковци, Седянковци, Ветрово до Читаковци и продължаващ след него през селата Шипчените, Сейковци и Кози рог до връзка с третокласния републикански път III-4041. Разположено е в югозападната част на платото Стражата върху терен с преобладаващ наклон на изток. Надморската височина по пътя покрай западната му граница е около 610 – 615 m, а по източната варира между 560 и 600 m.

## История
През 1995 г. дотогавашното населено място колиби Читаковци придобива статута на село.

## Население
Населението на село Читаковци наброява 128 души при преброяването към 1934 г., намалява до 25 към 1985 г. и до 11 души (по текущата демографска статистика за населението) към 2019 г.
Преброяване на населението през 2011 г.
Численост и дял на етническите групи според преброяването на населението през 2011 г.:
|                     | Численост | Дял (в %) |
| Общо                | 12        | 100,00    |
| Българи             | 12        | 100,00    |
| Турци               | 0         | 0,00      |
| Цигани              | 0         | 0,00      |
| Други               | 0         | 0,00      |
| Не се самоопределят | 0         | 0,00      |
| Неотговорили        | 0         | 0,00      |